# QSZ-92
A QSZ-92, às vezes conhecida como Type 92 (chinês: 92式手枪, pinyin: Jiǔ Èr Shì Shoǔqiāng, lit. ‘Arma de mão Tipo 92’), é uma pistola semiautomática projetada pela Norinco.

## História
A decisão de desenvolver uma nova pistola foi tomada em 1987 para substituir a Type 54/64/77. A pesquisa e o desenvolvimento começaram em 1992.
O desenvolvimento da pistola QSZ-92 começou em 1994 e foi adotada pelas forças do Exército de Libertação Popular em 1998. As variantes de exportação (versões 9x19mm) incluem a CF-98 (com vida útil do cano de aproximadamente 8.000 tiros) e a NP-42 (com vida útil do cano de aproximadamente 10.000 tiros). Esta última é a versão básica, sem dispositivos para silenciador, etc. Ambas foram exportadas comercialmente para o Canadá até o momento. A CF-98 também foi avistada em partes da África.
Em junho de 2022, foi relatado que o Iraque fabricou a pistola como Babylon por meio da Comissão das Indústrias de Defesa. Elas são vendidas a advogados iraquianos que precisam de proteção pessoal. O ex-primeiro-ministro Mustafa Al-Kadhimi recebeu de presente a primeira Babylon fabricada. Foi relatado que a Norinco prestou assistência na fabricação da Babylon.
Em 11 de julho de 2024, foi confirmado que a Força Policial de Hong Kong adotaria a CF98A e a CS/LP5, respectivamente, para substituir os revólveres S&W M10HB para policiais uniformizados e as pistolas SIG P250 DCC para detetives, visto que as peças necessárias para manutenção estão se esgotando.

## Projeto
A pistola opera com culatra travada e acionada por recuo, e possui um sistema de travamento do cano rotativo, no qual o cano gira com o recuo para travar e destravar do ferrolho, e a parte frontal da estrutura sob o cano tem o formato de um trilho acessório para receber miras laser ou lanternas. Uma característica única desta pistola é a estrutura de aço destacável que fica dentro da empunhadura de polímero e contém o grupo de controle de tiro. Como muitas pistolas militares modernas, a QSZ-92 possui um gatilho de ação dupla/ação simples com trava de segurança/desarmamento combinados.
Seu carregador bifilar comporta quinze cartuchos de munição 9x19mm Parabellum (QSZ-92-9) ou vinte cartuchos perfurantes de 5,8x21mm de fabricação chinesa, com estojo tipo gargalo de garrafa e projéteis pontiagudos (QSZ-92-5.8), assemelhando-se bastante ao formato belga 5,7×28mm. Ao contrário da maioria dos carregadores de pistola, que estreitam na parte superior para um ângulo de alimentação única consistente, a QSZ-92 possui alimentação escalonada de coluna dupla, assim como muitos carregadores de fuzil.
A estrela gravada no punho da pistola indica o tipo de munição. A versão 9x19mm Parabellum possui a estrela, enquanto a versão militar 5,8x21mm não. As variantes de exportação, que são equipadas com a munição 9x19mm Parabellum, possuem a estrela gravada.

### Acessório
A QSZ-92 é equipada com um supressor QUS-181. O supressor é montado no trilho em vez da boca do cano devido ao projeto do cano giratório.

## Variantes
- QSZ-92: Variante básica, que comporta munição 5,8x21mm DAP92 com gargalo ou 9x19mm Parabellum. Seu valor R50 é menor que 5 cm, e o valor R100, menor que 11 cm. Sua taxa de falhas é inferior a 2 em 1.000 e sua vida útil é de 3.000 cartuchos.
  - QSZ-92-5.8: Versão militar para o ELP.[1]
  - QSZ-92-9: Versão policial.[1]
- QSZ-92G: Versão redesenhada com confiabilidade, ergonomia e trilhos inferiores aprimorados para acessórios. A vida útil do cano aumentou para 10.000 cartuchos.
  - QSZ-92G-5.8: Versão militar.
  - QSZ-92G-9: Versão policial.
- CF98: Variante de exportação com câmara de 9×19mm Parabellum e vida útil de 8.000 cartuchos.[16]
  - CF98A: Variante de exportação com câmara de 9×19mm Parabellum substituindo a CF98.[17]
- NP42: Variante de exportação redesenhada com câmara 9×19mm Parabellum com vida útil de 10.000 cartuchos, capacidade de alimentação escalonada de 15/10 cartuchos e taxa de falha reduzida para 1 em 1.000. Sua precisão foi melhorada, com um valor R50 menor que 4 cm e um valor R100 menor que 9 cm.
- CS/LP5: Pistola compacta com câmara de 9×19 mm, carregadores de 7 cartuchos e vida útil de 8.000 cartuchos.[18]
- QSZ-92A: Modelo aprimorado apresentado em 2021. Variante padrão da nova plataforma QSZ-92.[15]
- QSZ-92B: Modelo aprimorado apresentado em 2021. Variante compacta da nova plataforma QSZ-92.[15]
- BOF Type 92: Pistola bengalesa feita com base na QSZ-92/CF-98.
- Babylon: Pistola iraquiana feita com base na QSZ-92/CF-98.[6]

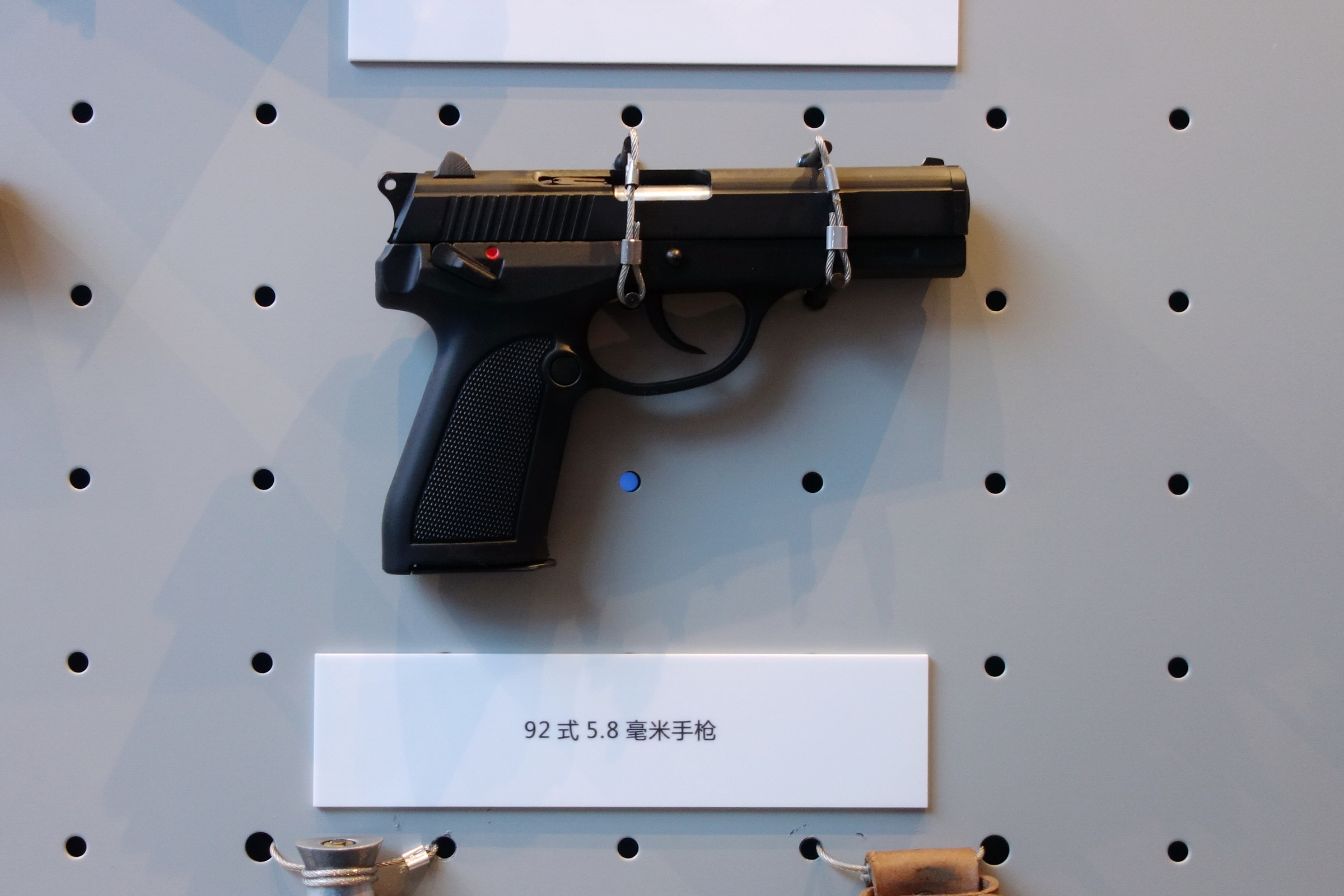
Pistola QSZ92-5.8mm
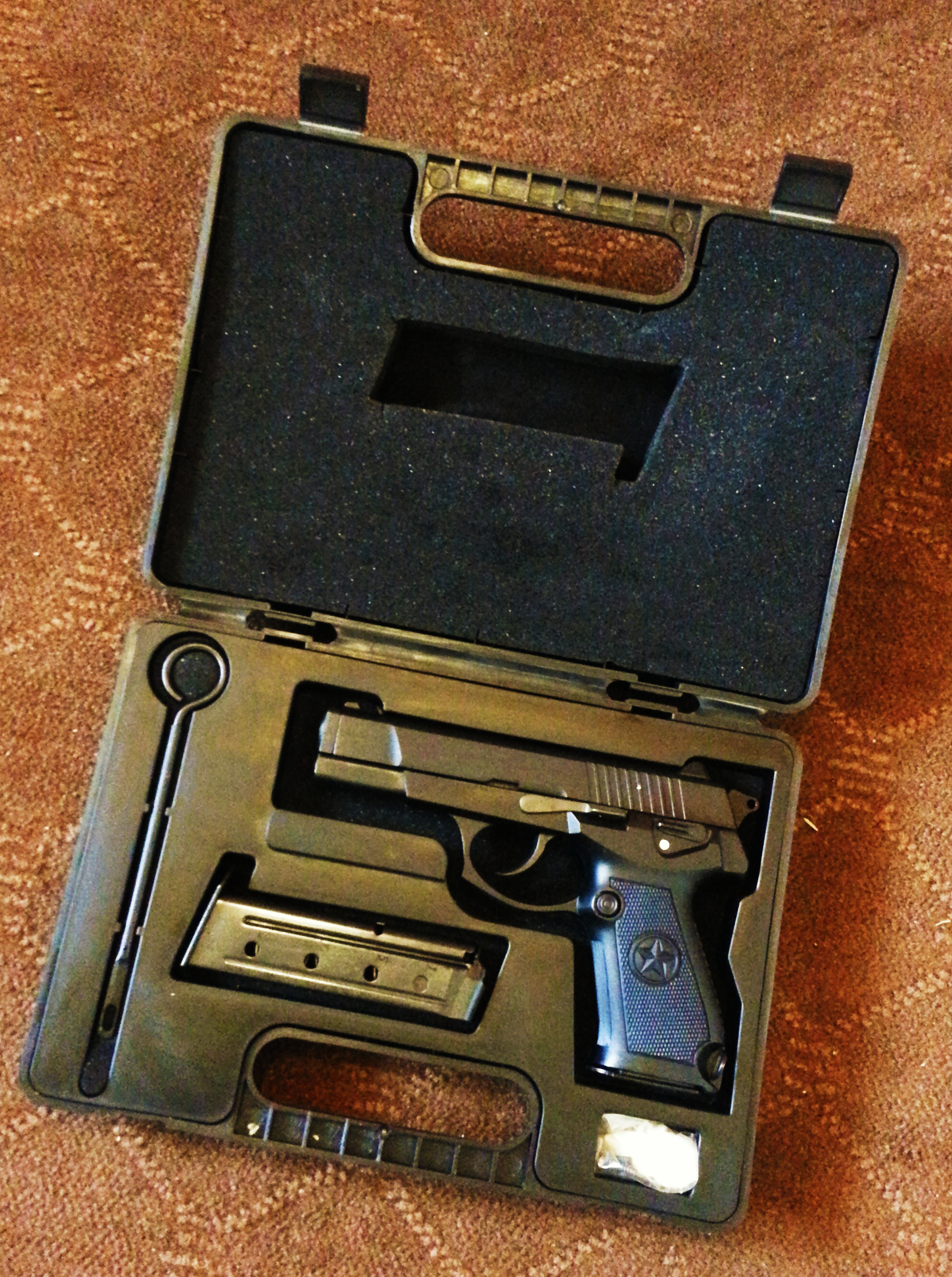
Pistola CF98-9mm

## Operadores
- Bangladesh[19]
- Camboja[19]
- China: Exército de Libertação Popular, Polícia Armada do Povo, Polícia do Povo[20][12]
  -  Hong Kong: Força Policial de Hong Kong, substituindo seus revólveres Modelo 10.[12]
- Guiné[21]
- Iraque[7]
- Sudão do Sul: 660 NP-42 recebidas em 2014[22]